# Michelberg (Naturschutzgebiet)
Koordinaten: 50° 21′ 49″ N, 7° 23′ 38″ O
Das Naturschutzgebiet Michelberg liegt im Landkreis Mayen-Koblenz in Rheinland-Pfalz. Das etwa 22 ha große Gebiet, das im Jahr 1978 unter Naturschutz gestellt wurde, erstreckt sich nördlich der Ortsgemeinde Ochtendung um den 277,8 m hohen Michelberg herum. Unweit westlich und südlich verläuft die Landesstraße L 117, nordöstlich verläuft die A 61. Die Nette fließt westlich.